# ألكسندر سوكوروف

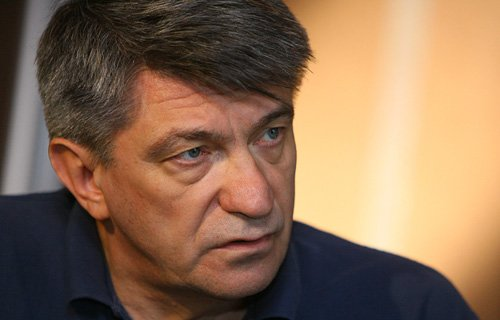
ألكسندر سوكوروف

ألكسندر نيكولايفيتش سوكوروف (بالروسية: Алекса́ндр Никола́евич Соку́ров، من مواليد 14 يونيو 1951) هو صانع أفلام روسي كبير. من أهم أعماله فيلم روائي طويل، تابوت روسي وتم تصويره في لقطة واحدة غير محررة وفاوست، الذي تم تكريمه بجائزة الأسد الذهبي، وهي أعلى جائزة لأفضل فيلم في مهرجان البندقية السينمائي. وله العديد من الأعمال البارزة.

## الحياة والعمل
ولد سوكوروف في إركوتسك أوبلاست في سيبيريا لعائلة ضابط عسكري. تخرج من قسم التاريخ بجامعة نيجني نوفغورود في عام 1974 ودخل أحد استوديوهات VGIK في العام التالي. هناك أصبح صديقًا للمخرج الكبير أندريه تاركوفسكي وتأثر بشدة بفيلمه المرآة. حظرت السلطات السوفيتية معظم ملامح سوكوروف المبكرة. خلال فترته المبكرة، أنتج العديد من الأفلام الوثائقية. تم ترشيح فيلمه حزين غير مبال لجائزة الدب الذهبي في مهرجان برلين السينمائي الدولي السابع والثلاثين في عام 1987.
كان فيلم أم وابن 1997 أول فيلم روائي طويل له يحظى بشهرة عالمية. تم إدخاله في مهرجان موسكو السينمائي الدولي العشرين حيث فاز بالفضية الخاصة لسانت جورج. وقد عكسه الأب والابن (2003)، الأمر الذي حير النقاد بمشاعر المثلية الضمنية (على الرغم من أن سوكوروف نفسه انتقد هذا التفسير الخاص). أدرجت سوزان سونتاج اثنين من أفلام سوكوروف ضمن أفلامها العشرة المفضلة في التسعينيات، قائلة: «لا يوجد مخرج نشط اليوم أحب أفلامه كثيرًا». في عام 2006، حصل على جائزة ماجستير السينما من مهرجان مانهايم السينمائي الدولي- هايدلبرغ.
سوكوروف عضو منتظم في مهرجان كان السينمائي، حيث ظهرت أربعة من أفلامه هناك. ومع ذلك، حتى عام 2011، لم يفز سوكوروف بجوائز كبرى في المهرجانات الدولية الكبرى.
قام سوكوروف بتصوير فيلم رباعي يستكشف التأثيرات المفسدة للسلطة. تم تخصيص الأجزاء الثلاثة الأولى لحكام القرن العشرين البارزين: مولوخ (1999)، عن هتلر، توروس (2001)، عن لينين، والشمس (2005) عن هيروهيتو. في عام 2011، أطلق سوكوروف الجزء الأخير من السلسلة فاوست، وهو رواية مأساة جوته. الفيلم، الذي يصور غرائز ومخططات فاوست في شغفه بالسلطة، عرض لأول مرة في 8 سبتمبر 2011 في المنافسة في مهرجان البندقية السينمائي الدولي 68. حصل الفيلم على جائزة الأسد الذهبي، وهي أعلى جائزة في مهرجان البندقية. قال المنتج أندريه سيجل عن فاوست: «الفيلم ليس له علاقة خاصة بالأحداث المعاصرة في العالم. تدور أحداثه في أوائل القرن التاسع عشر، لكنه يعكس محاولات سوكوروف المستمرة لفهم الإنسان وقواه الداخلية.»

## وصلات خارجية
ألكسندر سوكوروف على قاعدة بيانات الأفلام على الإنترنت